# Їржі Глінка
Іржі Глінка (чеськ. Jiří Hlinka; нар. 1944, Прага) — норвезький музичний педагог чеського походження.
Закінчив Празьку академію музики, учень Франтішека Рауха і Йозефа Паленічека. З 1966 року почав концертувати, проте вже через три роки з медичних причин був змушений сильно обмежити свою виконавську активність і з тих пір майже не виступає, а записується досить рідко (втім, за сорок років їм здійснено ряд записів камерної музики Йозефа Гайдна, Ференца Ліста, Петра Чайковського, Леоша Яначека, Сергія Прокоф'єва, Еріка Саті). Проте з 1970 року основною роботою Глінки стає викладання. З 1972 року він живе і працює у Норвегії, у 1982 року прийняв норвезьке громадянство. Всі ці роки Глінка викладає в Музичній академії імені Грига в Бергені, де серед його учнів був, зокрема, Лейф Ове Андснес.
У 2004 року нагороджений Золотою королівської медаллю за заслуги — восьмий за значимістю державною нагородою Норвегії. У 2007 року удостоєний премії «Gratias agit» за заслуги в представництві чеської культури за кордоном.